# Borcová
Borcová (hongrois : Borcfalu) est un village de Slovaquie situé dans la région de Žilina.

## Histoire
La première mention écrite du village date de 1302.

## Démographie

### Évolution de la population
| Année:               | 1994. | 2004.    | 2014.    | 2024.   |
| -------------------- | ----- | -------- | -------- | ------- |
| Nombre de personnes: | 111   | 126      | 148      | 153     |
| Différence:          |       | +13,51 % | +17,46 % | +3,37 % |

| Année:               | 2023. | 2024.   |
| -------------------- | ----- | ------- |
| Nombre de personnes: | 151   | 153     |
| Différence:          |       | +1,32 % |